# الوجيد
الوجيد هو مركزٌ سعوديٌ تابعٌ لمحافظة يدمة التابعة لمنطقة نجران، في المملكة العربية السعودية. المركز من الفئة (ب)، ورمزه 2446 حسب دليل الترميز الموحد للمناطق الإدارية بالمملكة العربية السعودية.